# 米圖瓦河
米圖瓦河是立陶宛的河流，位於該國西部，河道全長102公里，流域面積773平方公里，發源自阿廖加拉西北9公里，最終在尤爾巴爾卡斯注入尼曼河。
55°16′02″N 23°23′23″E / 55.26722°N 23.38972°E